# 能島
能島（のしま）は、瀬戸内海のほぼ中央、伯方島と大島との間の宮窪瀬戸、鵜島の南西に位置する無人島。愛媛県今治市（旧：越智郡宮窪町）に属する。属島として鯛崎島が南にある。

## 能島城
中世、村上水軍の一派、能島水軍（野島氏）が水軍城を設けた。この付近の海域は帆船時代、瀬戸内海航路の最も重要な航路の一つであった。しかも宮窪瀬戸の東側で能島と鵜島とが流れをさえぎるような位置関係であることから、干満時には激しい潮流を生み、渦巻く急流は天然の要害ともなった。このため、平時には通過する船に対して水先案内人として行きかう船を案内し、帆別銭（一種の通行料）を徴収、室町期以降この地に能島城を築き、この海域の制海権を掌握していた。能島城には本丸、二の丸、三の丸、出丸などがあり、中世の水軍城としても規模が大きいものであった。なお、能島には水が得られないことから、近傍の鵜島や木浦から補給していたとされる。
戦国末期、村上氏は豊臣秀吉との戦いに参戦したが敗北を喫し、1588年（天正16年）、秀吉の海賊停止令により、水軍の歴史は終わりを告げた。能島城は廃城となり、江戸時代以降無人島となったため、その城塞遺構はよく保存されている。
1953年（昭和28年）、能島城跡の名称で国の史跡となり、1973年（昭和48年）に愛媛県教育委員会は「能島水軍の里」を設置した。その後もたびたび文化財調査等が行なわれている。
2017年（平成29年）4月6日、能島城が続日本100名城（178番）に選定された。

## 観光

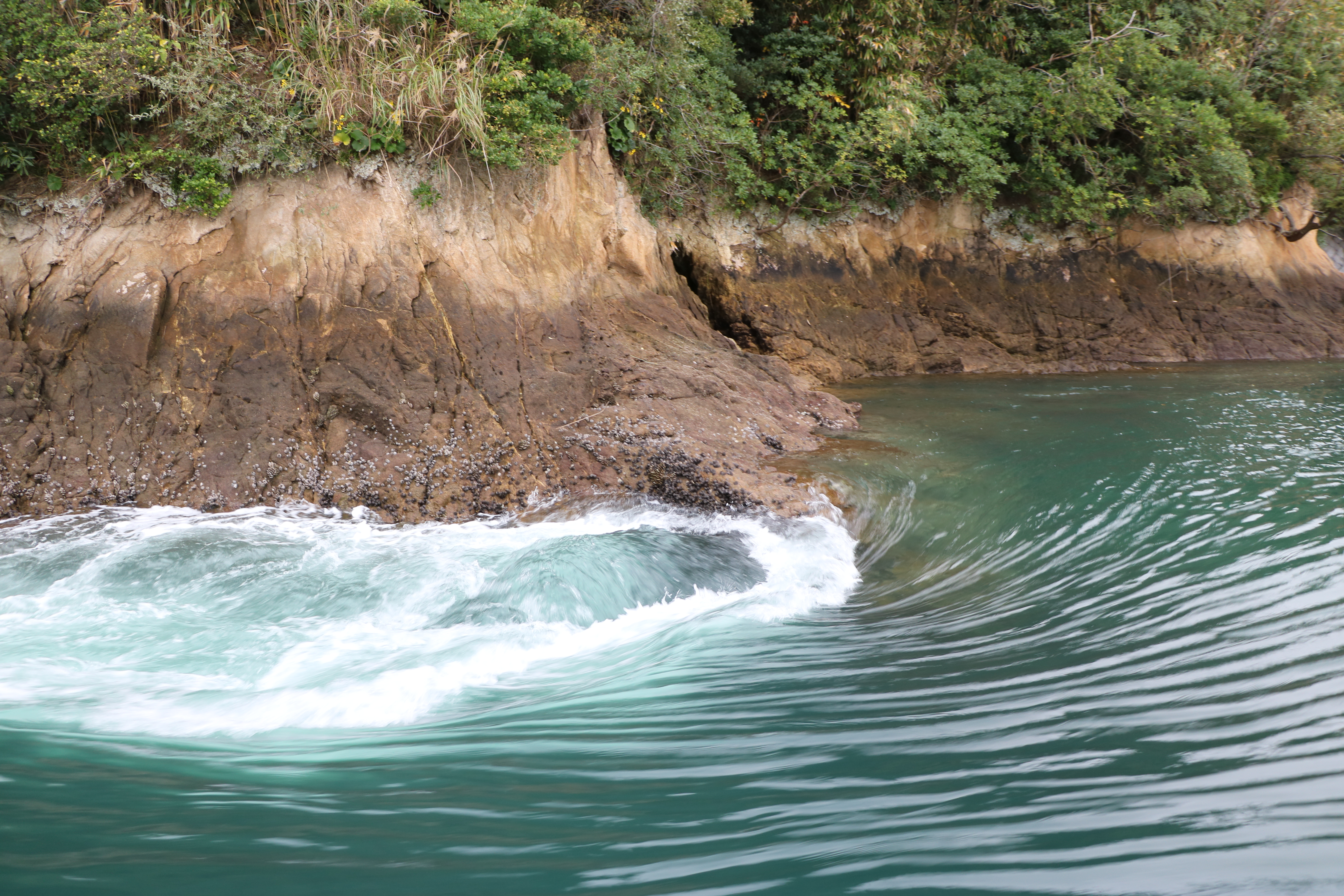
島の周囲では干満の差による激しい潮流が見られる。能島北東部付近にて2016年11月23日撮影。

能島のソメイヨシノは1931年（昭和6年）に宮窪村（当時）の有志により植えられたもので、長らく桜満開の時期の週末には季節船が運航され花見客でに賑わった。
しかしながら、2018年（令和元年）の西日本豪雨と2019年（令和2年）の台風接近時に相次いで土砂災害が発生。樹木の根が斜面崩壊や岩盤崩落の原因の一つと考えられたことから、2022年（令和4年）、遺構や遺物の保護を目的にソメイヨシノを含む樹木の大部分を伐採し、根の除去が行われた。
また、村上水軍博物館の前から宮窪町漁業協同組合が主催する観光船が出され、能島付近の潮流体験が出来る。
村上海賊の娘（和田竜、2014年本屋大賞）の歴史に依る、村上水軍城（本丸、二之丸、三の丸、東南出丸、吊り橋、鯛崎出丸）などの再現が進行中である。

## 脚註
1. ↑  能島城跡
2. ↑  “村上海賊の島　歴史守るため告げた「別れ」”.   毎日新聞 (2024年1月12日). 2024年1月12日閲覧。